# Colus parvus
Colus parvus är en snäckart som först beskrevs av Tiba 1980.  Colus parvus ingår i släktet Colus och familjen valthornssnäckor. Inga underarter finns listade i Catalogue of Life.